# فرودگاه مکائه
فرودگاه مکائه (به انگلیسی: Macaé Airport) (به زبان بومی: Aeroporto de Macaé) یک فرودگاه همگانی مسافربری با کد یاتا MEA است که یک باند فرود آسفالت دارد و طول باند آن ۱۲۰۰ متر است. این فرودگاه در شهر ماکائو کشور ویتنام قرار دارد و در ارتفاع ۵۴۹ متری از سطح دریا واقع شده است.